# Horia Moculescu
Horia Moculescu (n. 18 martie 1937, Râmnicu-Vâlcea) este un pianist, interpret vocal, compozitor, mediator și creator de programe TV din România.

## Date biografice
Din partea mamei (Nidia Copetti), Moculescu este de origine italiană, iar din partea tatălui (Nicolae Moculescu, fost ofițer în armata română interbelică) este de origine română. Talent muzical precoce, învață autodidact acordeonul la vârsta de șase ani. Rămâne orfan de mamă în anul 1948.
Urmează cursurile medii la Turda, la Liceul de Băieți (azi Colegiul Național Mihai Viteazul din Turda), pe care le absolvă în anul 1954. Aici se remarcă prin virtuozitatea cu care interpreta piese de muzică ușoară la pian și la acordeon. Din cauza așa-zisei „origini sociale nesănătoase” din timpul regimului comunist, nu a fost admis la Conservatorul din București. Se înscrie la Facultatea de Mine din Petroșani, unde își pune în evidență talentul de interpret muzical în cadrul orchestrei facultății.
În continuare, se dedică exclusiv muzicii, activând ca pianist în localuri de bun renume din București și de pe litoralul Mării Negre. În această perioadă începe să compună melodii de muzică ușoară. Piesa lui de debut a fost De-ai fi tu salcie la mal.
A fost căsătorit de patru ori și a avut 2 copii: Ion Horia, cu penultima soție Ana-Maria (Ionuț, n. 1977 la București - d. 2008 la Berlin, la vârsta de 31 de ani) și Nidia, cu ultima soție Mariana (n. 1990 la București).

## Activitate
Membru al Uniunii Compozitorilor.
A compus cca 500 melodii și a luat peste 200 premii.
A fost, între altele, realizatorul emisiunii de televiziune „Atenție, se cântă!” (TVR2 2009 - 2013, 29 iunie).
A publicat cartea „Doar atât mi-am amintit”, în 2011, la Editura KULLUSYS.

## Discografie
Ca solist vocal și compozitor, a înregistrat doar două discuri vinil 7 și un singur LP :
- 1962 - ● Norma Mia ● Cosi Pallida ● Madame ● Ciao,  EDC 541, Vinil, Electrecord
- 1965 -  Al III-lea Festival De Muzică Ușoară Romanească Mamaia – August 1965,  EDC 613, Vinil, Electrecord (Fața A Horia Moculescu - Sînt Tînăr, Vara La Mamaia, Iarna La Sinaia / Fața B  Constantin Drăghici - Dorule, Să Cîntăm)
- 1976 - Salcia - Melodii De Horia Moculescu,  STM-EDE 01227, Vinil, Electrecord

Compilații :
- 2005 - The Best Romanian Music, CD 4 din 10 CD Box Set, NC 005, CDS Music

## Compoziții

#### Muzică ușoară
- Anul 2000 (cunoscut și ca „Noi în anul 2000”) – Corul de copii Radio
- Balanța inimii – Margareta Pâslaru și grupul 5T
- Ce bine e să știi să citești – Margareta Pâslaru
- Azi nu voi putea dormi – Margareta Pâslaru
- Cere-mi – Margareta Pâslaru
- Cine știe? – Margareta Pâslaru
- La mulți ani – Margareta Pâslaru
- Pâna ieri – Margareta Pâslaru
- De-ai fi tu salcie la mal – Mihaela Mihai
- Singurătatea mea – Horia Moculescu
- Prima iubire și ultima – Gabriel Cotabiță
- Fântânile albastre – George Nicolescu
- Primăverii n-ai ce-i face – Horia Moculescu
- Păi de ce? – Corina Chiriac
- Inima ta – Corina Chiriac
- Fir de busuioc – Corina Chiriac
- Pentru tot ce-a fost îți mulțumesc – Corina Chiriac
- Apă și foc – Corina Chiriac
- Marea mea iubire, marea – Horia Moculescu
- Mai dă-mi o speranță – Adrian Daminescu
- A fost odată ca-n povești – Dan Spătaru
- Mai gândește-te – Dan Spătaru
- E cea mai simplă dintre povești – Horia Moculescu
- Un an de dragoste – Ana-Maria și Horia Moculescu
- Totuși, octombrie - Ana-Maria și Horia Moculescu
- Vorbe – Ana-Maria și Horia Moculescu
- Nopți la rând – Corina Chiriac
- Chemarea dragostei – Horia Moculescu
- Nu te enerva – Corina Chiriac
- Cântec de leagăn – Aurelian Andreescu
- Drag mi-e omul meu drag – Otilia Romea
- Eu și tu – Corina Chiriac și Horia Moculescu
- Mândra mea – Dan Spătaru
- Marea mea – Angela Ciochină
- Nu poți uita – Adrian Daminescu
- Plec – Corina Dogaru
- Să nu mă-ntrebi – Corina Chiriac
- Ca un cer de iubire – Gabriel Cotabiță, Anca Țurcașiu
- Ce mai vrei? – Gabriel Cotabiță
- Devreme și prea târziu – Anca Țurcașiu
- Și ieri, și azi, și mâine – Corina Chiriac și Horia Moculescu
- De dragoste – Horia Moculescu
- Dumneavoastră, dragostea mea – Oana Hanganu
- Glasul meu, tăcerea ta – Bogdan Bradu
- N-am să te pot uita niciodată – Corina Chiriac
- Te voi aștepta – Aura Urziceanu
- Tu ești lumea – Gabriel Cotabiță
- Când se-ntorc cocorii – Horia Moculescu
- Pământ – Marina Florea
- Semnul iubirii – Angela Similea
- Ce vrei să faci din mine? – Mihaela Mihai, Dorina Drăghici
- Cine știe să ne spună – Margareta Pâslaru, Marina Florea
- Fără cuvinte – Corina Chiriac
- N-apăruseși tu – Adrian Daminescu
- Părinții mei – Aurelian Andreescu
- Ruga – Mihaela Mihai
- Așteptând să vii – Adrian Daminescu
- Nu mai vreau – Mirabela Dauer
- Nu sunt gelos – Cornel Constantiniu
- Nu mai vreau să pierd – Mirabela Dauer
- Am vrut – Aurelian Temișan
- Dacă vrei dragostea mea – Corina Chiriac, Marina Voica
- De-aș fi – Horia Moculescu
- Dor – Marina Voica
- Dragostea noastră-i o nebunie – Horia Moculescu
- Cântecul – Angela Similea, Corina Chiriac, Margareta Pâslaru
- Dacă lumea ar fi a mea – Gabriel Dorobanțu
- Iar și iar – Cătălin Crișan și Anca Țurcașiu
- Leagănul meu – Dida Drăgan
- Scrisoare – Horia Moculescu

#### Muzică de film
- Mireasma ploilor tîrzii (1985)
- Vară sentimentală (1986)
- Primăvara bobocilor (1987)
- Maria și marea (1989)
- Secretul armei... secrete! (1989)
- Miss Litoral (1991)
- Pistruiatul (1973)